# Cheadle (Grand Manchester)
Cheadle est une ville située dans le district métropolitain de Stockport, dans le Grand Manchester, en Angleterre. Sa population était de 14 261 habitants en 2001. Entre 1924 et 2013, elle a abrité le siège social de l'équipementier sportif Umbro.

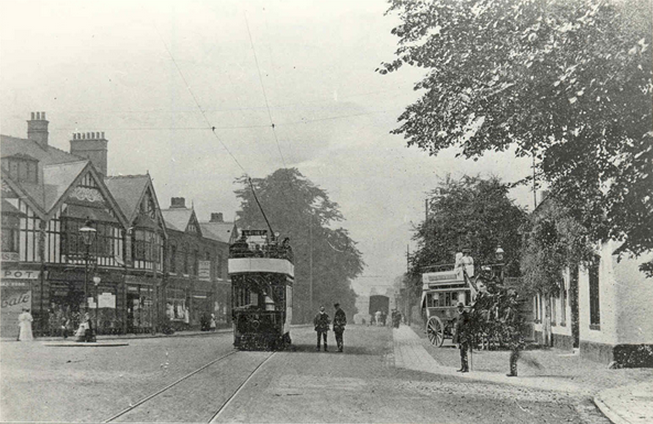
Une des rues de Cheadle en 1908